# 1959 v letectví
Tento článek obsahuje seznam událostí souvisejících s letectvím, které proběhly roku 1959.

## Události

### Únor
3. února – Při nehodě lehkého letounu Beechcraft Bonanza (imatrikulace N3794N) nedaleko města Clear Lake v Iowě zahynuli rokenroloví zpěváci Buddy Holly, Jiles Perry "The Big Bopper" Richardson a Ritchie Valens, spolu s pilotem pronajmutého letadla Rogerem Petersonem.

### Říjen
- 31. října – Plukovník G. Mosolov dosahuje nového světového rychlostního rekordu 2 387 km/h ve svém MiGu Je-66

### Prosinec
- 15. prosince – Major J. W. Roberts dosahuje nového světového rychlostního rekordu 2 456 km/h ve letounu F-106 Delta Dart

## První lety

### Leden
- 8. ledna – Armstrong Whitworth AW.650 Argosy, G-AOZZ
- 20. ledna – Vickers Vanguard, G-AOYW

### Únor
- 3. února – Agusta-Bell AB.102
- 28. února – Aérospatiale Alouette III

### Březen
- 10. března – Northrop T-38 Talon
- 11. března – SH-3 Sea King
- 12. března – Aero Boero AB-95

### Duben
- 5. dubna – Aero L-29 Delfín
- 29. dubna – Dornier Do 28

### Květen
- 4. května – Pilatus PC-6

### Červen
- 8. června – North American X-15 (bezmotorový let)
- 17. června – Dassault Mirage IV

### Červenec
- 14. července – Suchoj T-431, prototyp záchytného stíhače Suchoj Su-9
- 30. července – Northrop F-5A Freedom Fighter

### Září
- 7. září – Tupolev S-105A, prototyp Tu-22
- 17. září – North American X-15 (motorový let)
- 30. září – Shenyang J-6

### Říjen
- Agusta A.103
- 27. října – Mjasiščev M-50

### Listopad
- HAL Krishak
- 23. listopadu – Boeing 720

### Prosinec
- 13. prosince – Aviamilano Scricciolo, I-MAGY